# ألابوغدانيت
الألابوغدانيت  هو معدن فوسفيد نادر جداً صيغته (Fe,Ni)2P ، وجد في عام 1997 م في النيزك .